# Volcán Cleveland
El volcán Cleveland es un estratovolcán situado en el oeste de la isla Chuginadak, del grupo de las islas de los Cuatro Volcanes en el archipiélago de las islas Aleutianas, Alaska. Tiene una altura de 1730 m s. n. m. y es uno de los 75 volcanes más activos del arco de las Aleutianas. Los nativos de las islas nombraron la isla como la diosa del fuego, «Chuginadak», ya que creían que habitaba en el volcán. En 1894 el «Servicio Nacional de Geodésica y costas de EE. UU.» nombró el volcán como «Cleveland» en honor al entonces presidente Grover Cleveland.